# Kot ob Kolpi
Kot ob Kolpi este o localitate din comuna Črnomelj, Slovenia.